# M56 (САУ)

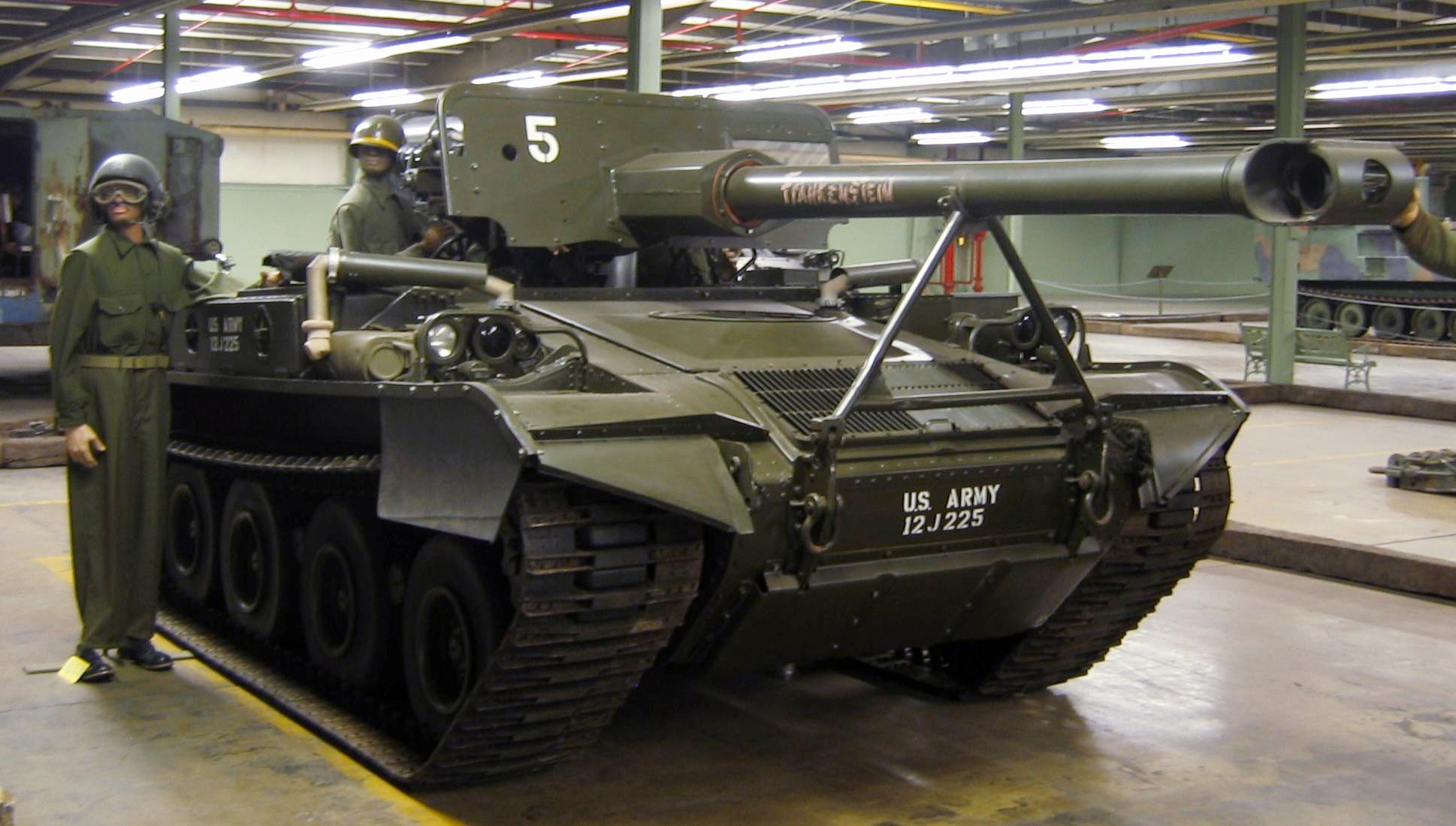
САУ в музее в Вирджинии

90-мм самоходная противотанковая пушка M56 (англ. 90mm Self-propelled Gun M56), известная также под неофициальным названием «Скорпион» (англ. Scorpion) — авиадесантная противотанковая САУ США периода 1950-х годов.
В 1955 году M56 была принята на вооружение боевых групп авиадесантных частей армии США. M56 могла перевозиться рядом тогдашних транспортных самолётов и планеров, а также десантироваться парашютным способом.
M56 была снята с вооружения воздушно-десантных частей армии США после появления танков M551 Шеридан.

## История создания и разработки
M56 была создана в 1948—1953 годах и серийно производилась с 1953 по 1959 год компанией Cadillac Motor Car (подразделением корпорации General Motors).

## Конструкция

### Корпус
Самоходная противотанковая пушка создана на специальной гусеничной базе. Корпус алюминиевый клёпаный, разделен на два отделения - силовое (размещенное в передней части машины) и боевое и отделение управления (в средней и кормовой части) корпуса.
Основные узлы и агрегаты герметизированы, электропроводка выполнена водонепроницаемой.

### Вооружение
90-мм противотанковая пушка M54, помещенная открыто в боевом отделении на тумбовой установке. Ствол пушки представляет собой моноблок с навинтным казенником, односекционным дульным тормозом и орудийным щитом. Затвор клиновой, полуавтоматический, вертикальный. Сверху на казённой части пушки крепятся два цилиндра гидравлических противооткатных устройств.
Механизмы наведения пушки имеют ручные приводы, заряжание ручное. Для наведения пушки в цель при стрельбе прямой наводкой применяется оптический прицел с переменным увеличением, при стрельбе с закрытых позиций - соответствующие прицельные устройства.
Справа от пушки размещаются командир и заряжающий, слева - механик-водитель.
В боекомплект пушки входят унитарные выстрелы с осколочно-фугасными, бронебойными, подкалиберными и кумулятивными снарядами. Боекомплект перевозится непосредственно в машине и укладывается в отдельном водонепроницаемом алюминиевом контейнере.

#### Боеприпасы
Для стрельбы из 90-мм противотанкового орудия M54 применяются унитарные выстрелы, разработанные для 90-мм орудий M36 и M41 производства США, а также снаряды для 90-мм противотанкового орудия фирмы "Рейнметалл" западногерманского производства, в том числе:
- выстрел с бронебойно-трассирующим снарядом M82 с бронебойным наконечником и разрывным зарядом;
- выстрелы со сплошным бронебойно-трассирующим снарядом M318 (T33E7), M318A1 и M318A1С;
- выстрел с подкалиберным бронебойно-трассирующим снарядом M304 с высокой начальной скоростью;
- выстрелы с подкалиберным бронебойно-трассирующим снарядом M332 и M332A1;
- выстрелы с кумулятивным невращающимся снарядом M348 (T108E40) и M348A1 (T108E46);
- выстрел с кумулятивным невращающимся трассирующим снарядом M431 (T300E5);
- выстрел с осколочно-фугасной гранатой M71;
- выстрел с осколочно-трассирующей гранатой M91;
- выстрел с картечным снарядом M336;
- выстрел с осколочной гранатой M377, снаряженной стреловидными убойными элементами;
- выстрел с осколочно-трассирующей гранатой XM580E1, снаряженной стреловидными убойными элементами;
- выстрелы с дымовым снарядом M313 и M313C.

### Средства наблюдения
Для вождения машины ночью используется бинокль ночного видения, который надевается на шлем механика-водителя.

### Двигатель и трансмиссия
Силовая установка - шестицилиндровый двигатель "Continental" воздушного охлаждения с противоположным расположением цилиндров и системой непосредственного впрыска топлива. Мощность - 205 л.с.
Силовая передача - гидромеханическая трансмиссия "Кросс-Драйв", которая крепится к двигателю и образует с ним один агрегат.

### Ходовая часть
Ходовая часть состоит из индивидуальной торсионной подвески, опорных катков с пневматическими шинами (по четыре на сторону), которые одновременно являются и поддерживающими; ведущих колёс переднего расположения и резино-металлических гусениц шириной 510 мм. Каждая гусеница состоит из двух лент, изготовленных из прорезиненной ткани и армированных стальными тросами. Ленты соединены между собой стальными штампованными поперечинами с резиновыми подушками.

## Боевое применение
В 1960-е годы M56 использовалась во Вьетнамской войне.

## M56 Scorpion в моделях
На данный момент известна только одна модель этой оригинальной легкой послевоенной САУ в масштабе 1:72 от болгарской компании ОКБ Григоров. Так же, на ноябрь 2014 года заявила выпуск модели данной САУ в 1:35 фирма "Hobby-Fan"